# Viens voir le tonton !
Pour plus de détails, voir Fiche technique et Distribution.
Viens voir le tonton ! (Έλα στο θείο (Éla sto zio)) est un film grec réalisé par Nikos Tsiforos et sorti en 1950.
Le film arriva second au box-office de 1950.

## Synopsis
Antonis ne travaille pas et se contente de vivre aux crochets de son riche oncle Charilaos Toukoura dont il est l'héritier. Celui-ci a décidé de marier son neveu. Une erreur dans les petites annonces a placé une proposition de machine à coudre dans les annonces matrimoniales. Charilaos entraîne son neveu chez le vendeur, Fotis. Ce dernier a deux sœurs célibataires. La plus jeune, sur laquelle Charilaos jette son dévolu pour son neveu, Roula est amoureuse d'un autre, Kostas, un commis du magasin de Charilaos. Pour mettre fin au projet de mariage, un soir, dans une taverne, elle danse un zeimbekiko provocant. Charilaos est choqué et ne veut plus entendre parler d'elle. Mais, Antonis, qui était aussi présent, est tombé fou d'elle. Il doit alors affronter la colère de sa maîtresse, Rena, avec qui il est depuis cinq ans. Il vole alors de l'argent dans la caisse du magasin pour installer confortablement Rena. Kostas est accusé du vol et renvoyé. Finalement, les vérités éclatent et les couples Antonis-Rena et Kostas-Roula convolent en justes noces.

## Fiche technique
- Titre : Viens voir le tonton !
- Titre original : Έλα στο θείο (Éla sto zio)
- Réalisation : Nikos Tsiforos
- Scénario : Nikos Tsiforos
- Société de production : Finos Film
- Directeur de la photographie : Joseph Hepp
- Montage : Filopímin Fínos
- Direction artistique : Phaidon Molfessis
- Musique : Yorgos Mallidis
- Pays d'origine : Grèce
- Genre : comédie
- Format  : noir et blanc
- Durée : 84 minutes
- Date de sortie : 1950

## Distribution
- Nikos Stavridis (en)
- Smaroula Giouli (el)
- Mimis Fotopoulos
- Yannis Ioannidis
- Nikos Vastardis (el)
- Lela Patrikiou (el)
- Sperantza Vrana (en)
- Vassílis Avlonítis